# Corazón viajero
Corazón viajero es el nombre del octavo álbum del cantante español Miguel Gallardo, publicado en 1985.
El álbum fue producido por el músico y compositor español Manuel de la Calva Diego (integrante de El Dúo Dinámico y que ya había trabajado en otros álbumes de artistas como Julio Iglesias o Camilo Sesto).
De este disco destacaron los sencillos: Mientras te amo, Corazón viajero, ¿A dónde vas? y Una lágrima por ti.

## Lista de canciones
1. Mientras te amo - 3:24
2. Quiero ser tu amante nuevamente - 3:50
3. No tienes quien te mire (Luis Gómez-Escolar / Julio Seijas) - 3:30
4. Una lágrima por ti - 4:03
5. Amor sin amor (C. Toro / A. Rodionov) - 3:03
6. Hoy tendrás, amor, que perdonarme - 3:46
7. Corazón viajero (M. de la Calva / R. Arcusa / I. Pablo) - 3:11
8. Llamada (C. Toro / J. Rigo) - 3:20
9. ¿A dónde vas? (Fernando Ubiergo / G. P. Felisatti) - 3:41
10. ¡Ay, amor! - 3:53

## Créditos
- Letra y música: José Miguel Gallardo, excepto lo señalado en el listado.
- Grabación y mezcla: Juan Vinader.
- Estudio: Eurosonic, Madrid, España.

- Datos: Q5788289